# Dallasiellus lugubris
Dallasiellus lugubris är en insektsart som först beskrevs av Carl Stål 1860.  Dallasiellus lugubris ingår i släktet Dallasiellus och familjen taggbeningar. Inga underarter finns listade i Catalogue of Life.